# دیوید فریت (بازیکن فوتبال)
دیوید فریت (انگلیسی: David Frith; ۱۷ مارس ۱۹۲۹ – ۲۹ مهٔ ۲۰۱۱) بازیکن فوتبال اهل بریتانیا بود.
از باشگاه‌هایی که در آن بازی کرده‌است می‌توان به باشگاه فوتبال فلیتوود، باشگاه فوتبال ترانمره راورز، و باشگاه فوتبال بلکپول اشاره کرد.